# Yat Ning Chan
 (octobre 2009).
Si vous disposez d'ouvrages ou d'articles de référence ou si vous connaissez des sites web de qualité traitant du thème abordé ici, merci de compléter l'article en donnant les références utiles à sa vérifiabilité et en les liant à la section « Notes et références ».
Yat Ning Chan est une actrice chinoise née le 24 novembre 1979 à Hong Kong. 
Son second nom d'actrice est Isabel Chan.

## Filmographie
- 2010 : Chi ming yu chun giu : Isabel
- 2008 : Mr. Right : Main
- 2007 : Por see yee : Wai-ying
- 2006 : Jui oi nui yun kau muk kong
- 2005 : Fei zi xiao
- 2005 : Tse bing : Lisa
- 2004 : Butterfly (Hu die) : Flavia étant jeune
- 2004 : Tin chok ji hap
- 2004 : Ze go ah ba zan bau za
- 2004 : Sing gam do see
- 2003 : Kung Fu Master Is My Grandma! : Gucci
- 2003 : Hak bak sam lam : la femme de Blind Chiu
- 2003 : Looking for Mr. Perfect : Joey
- 2001 : Yau leng ching shu
- 2000 : Siu chan chan
- 2000 : Chi chung sze loi liu
- 2000 : La jiao jiao shi
- 1999 : Xing yuan
- 1999 : Zhen xin hua